# Dal

„Ré-gi mó – di so – kan tudják – mint ha – mi – sak a lá - - - nyok” Bordal - 1901-ben kézzel jegyezték fel egy képeslapra

A dal a legelterjedtebb és  erős zeneiségű lírai műfaj. Alapvető és egynemű érzések megszólaltatója.
Dramatikus vagy epikus elemet alig használ. Hangulata egységes. A lírai én személyesen, közvetlenül nyilatkozik meg. Pillanatnyi élmény, érzés, hangulat kifejezője, de lehetnek tér- és időbeli meghatározói. Szerkezete egyszerű, világos, könnyen áttekinthető; terjedelme általában korlátozott.
A legzeneibb lírai műfaj, számos változata zenei formákhoz kötött. Többnyire azonos típusú strófákból épül fel, ezeket az ismétlődések is rokonítják.
A műfaj története összefonódott a dallammal, zenekísérettel, egyes korokban nem is képzelhető el önálló szöveg-, csak énekvers, illetve sokszor a szöveg csak a hozzá tartozó dallammal együtt teljes értékű.
Fogalma: rövid lírai műfaj, amely egyszerű érzelmeket fejez ki dallamos formában. A költészet eredete lényegében a dal.

## Csoportosítása
A dal műfajának sokfajta csoportosítása lehetséges:
- eredete szerint lehet népdal és műdal;
- tartalma, szerepe, világszemlélete alapján vallásos vagy világi dal.
- A műfaj jellegzetes témakörei alapján: szerelmi dal; panaszdal; búcsúdal; bujdosóének; bordal; hazafias; politikai dal; katonanóta; betyárdal; gyászdal (sirató, búcsúztató).
- Az emberi élet szakaszai, esemény szerint beszélhetünk: bölcsődalról; altatódalról; diákdalról; nászdalról.
- A különböző foglalkozásokhoz, hivatásokhoz is kötődik a műfaj (például kézművesdal, pásztordal, bányászdal, színészdal).
- Napszakhoz, évszakhoz kapcsolódva is csoportosíthatjuk a dal műfaját (hajnali, esti, éji, májusi, tavaszi, őszi dal).

A helyzetdal a műfaj azon formája, amelyben a költő magát egy másik személy (gyakran népies alak) helyzetébe képzeli, vagy saját érzelmeit egy másik személy nevében adja elő. Előfordulhatnak benne leírások, események (epikus mozzanatok), de azért a mű által megjelenített érzések, gondolatok az elsődlegesek.

## Példák a dalra
- Szerelmi dal:
  - Csokonai Vitéz Mihály: Keserédes (A Keserű Édesség), Az esküvés
  - József Attila: Rejtelmek , Klárisok
- Panaszdal, búcsúdal:
  - Balassi Bálint: Búcsúja hazájától…
  - Juhász Gyula: Remeteség
  - Ady Endre: Sírni, sírni, sírni
- Helyzetdal:
  - Petőfi Sándor: Befordúltam a konyhára…
  - Ady Endre: Bujdosó kuruc rigmusa
- Bordal:
  - Bordal válogatás